# Paramaenas diaphana
Paramaenas diaphana är en fjärilsart som beskrevs av Rothschild 1933. Paramaenas diaphana ingår i släktet Paramaenas och familjen björnspinnare. Inga underarter finns listade i Catalogue of Life.